# Noix de Grenoble
La noix de Grenoble est le nom d'une AOP (appellation d'origine protégée, appellation réglementée par l'Union européenne) fruitière. Elle concerne un fruit issu d'une aire de culture particulière et de variétés spécifiques propres à celle-ci. L'aire de culture de la noix de Grenoble environne la ville de Grenoble, en France.
Au Québec, le terme « noix de Grenoble » se réfère au fruit du noyer commun, sans implication sur son origine géographique.

## Histoire
L'appellation noix de Grenoble nait par le décret-loi du 17 juin 1938 ; c'est l'une des premières AOC fruitière reconnues. Les noix sont bien présentes dans tout le département de l'Isère mais de nombreuses épidémies de phylloxera se déroulant au cours du XVIIIe siècle permettent à ce fruit à coque de remplacer peu à peu les vergers de la région voisine de Grenoble. Ce fruit acquiert vite sa renommée et à la fin de XIXe siècle, 80 % des 8 500 tonnes produites chaque année sont exportés vers les États-Unis qui représentent le principal débouché pour la noix dauphinoise. Durant les années suivantes, au début du XXe siècle, un scandale éclate dans le milieu de la nuciculture dauphinoise. Certains négociants peu scrupuleux se permettent de mélanger des noix mal triées et originaires de l'étranger avec des noix locales avant de les exporter outre-atlantique.
La réaction des agriculteurs isérois est rapide du fait qu'ils sont déjà organisés en groupements professionnels afin d'écarter les tentatives de dumping et pour leur permettre de tenir les cours du produit. Dès 1908, et s'appuyant sur la loi du 1er août 1905 qui sanctionne les fraudes et falsifications en matière de produits, est créé à Saint-Quentin-sur-Isère un premier syndicat professionnel qui permet de dissuader les personnes tentées de frauder.
Le nom de noix de Grenoble n'est pas forcement gagné d'avance pour désigner ce fruit à coque. Dans les années 1920, bien que tous les nuciculteurs de la région sont d'accord sur le fait d'obtenir une reconnaissance, de vifs débats ont lieu pour savoir si on doit l'appeler « Noix de Grenoble » ou « Noix de Tullins ». Tullins est le centre historique de la noyeraie mais le nom de noix de Grenoble est jugé plus vendeur pour l'étranger. De plus, à cette même époque, les élus des villes de Morette, La Rivière, Tullins et Vinay exigent une délimitation géographique claire de l’aire de production de la noix dauphinoise. Celle-ci est farouchement discutée…
La noix de Grenoble bénéficie d'une AOC depuis 1938.

## Aire de production et culture
L’aire géographique de l’AOC noix de Grenoble couvre 259 communes sur trois départements dont 183 en Isère, 47 dans la Drôme et 29 en Savoie principalement le long de la vallée de l’Isère. Les zones de plantations les plus denses se trouvent dans la basse vallée de l'Isère en aval de Grenoble (entre le Voironnais et le Royans), au pied du massif du Vercors.
Trois variétés sont autorisées : franquette, mayette et parisienne. Pour répondre aux normes de l’AOC Noix de Grenoble, la culture de ces noix se fait sur des sols légèrement acides à forte rétention en eau mais suffisamment filtrants, situés sur des terrains en zones collinaires, à des altitudes généralement inférieures à 600 m.
Les noix du Dauphiné, dont l'aire de production est plus étendue, comportent les 3 variétés ci-dessus; ainsi que la Lara et la Fernor, hybride entre franquette et Lara.

## Musées et monuments consacrés à la noix

### Le Grand Séchoir de Vinay
Ouvert en 2005, après deux ans de travaux organisé par la communauté de communes de Vinay, le Grand Séchoir - Maison du Pays de la noix a été installé dans une ancienne ferme avec son séchoir à noix restauré et transformé en un espace muséographique qui présente l’histoire du pays de la noix de Grenoble.

### Monument historique
Le séchoir à noix de Cognin-les-Gorges, construit au XVIIIe siècle est classé au titre des monuments historiques par arrêté du 30 septembre 1994.